# Bacopa callitrichoides
Bacopa callitrichoides är en grobladsväxtart som först beskrevs av Carl Sigismund Kunth, och fick sitt nu gällande namn av Francis Whittier Pennell. Bacopa callitrichoides ingår i släktet tjockbladssläktet, och familjen grobladsväxter. Inga underarter finns listade i Catalogue of Life.